# 王士珍內閣
王士珍內閣成立於民國6年（1917年）12月1日，結束於民國7年（1918年）3月23日。
第二次段祺瑞內閣因為府院之爭暫時失利而辭職之後，王士珍繼任成為國務總理，他雖然標榜自己擁護主和政策，但是由於北洋系的多名督軍都在段祺瑞的操控下攻擊王士珍內閣，要求政府繼續對南方作戰，王士珍和馮國璋大總統不得不讓步，任命段祺瑞為參戰督辦；西南軍閥以恢復國會、停止進兵作為條件取消兩廣獨立後，政府响應，公布對南停戰布告，但是卻造成北洋系更大的抵觸，皖奉聯合，威脅馮國璋，馮被迫請段祺瑞再次出任總理。
王士珍見自己無用武之地，在1918年2月20日長期告病假，由內務總長錢能訓兼任代總理，至3月23日正式辭職。
王士珍內閣執政時還頒布了對洪憲帝制罪魁的特赦令。

## 內閣成員
| 職位     | 姓名          | 備注                                             |
| -------- | ------------- | ------------------------------------------------ |
| 國務總理 | 王士珍        |                                                  |
| 外交總長 | 陸徵祥        |                                                  |
| 內務總長 | 錢能訓        |                                                  |
| 陸軍總長 | 王士珍 段芝貴 | 王士珍先以署理國務總理兼任，12月18日，改任段芝貴 |
| 海軍總長 | 劉冠雄        |                                                  |
| 財政總長 | 王克敏        |                                                  |
| 交通總長 | 曹汝霖        |                                                  |
| 教育總長 | 傅增湘        |                                                  |
| 司法總長 | 江庸          |                                                  |
| 農商總長 | 田文烈        |                                                  |